# Francisco Folguera

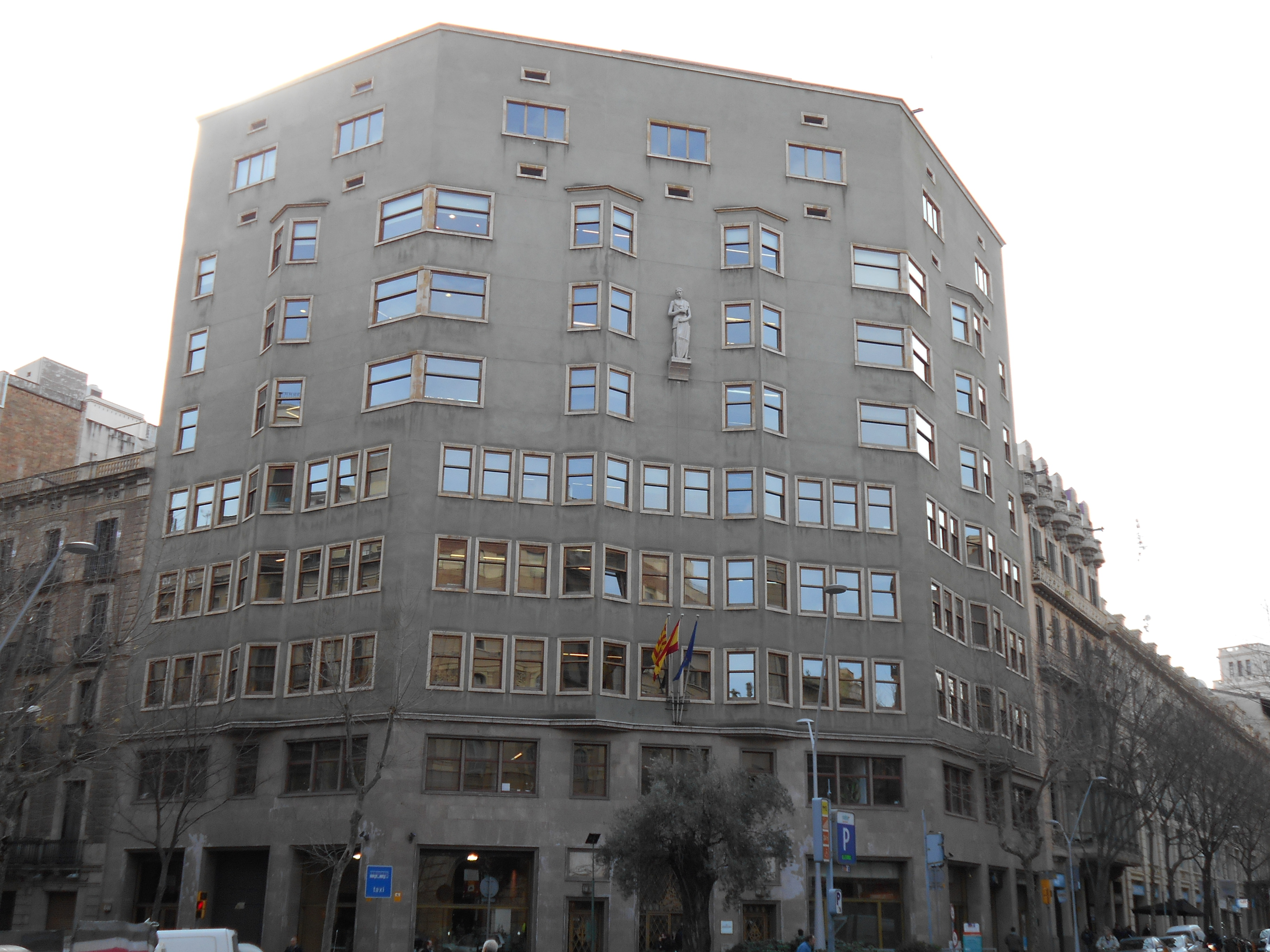
Casal de Sant Jordi, calle Caspe 24-26, Barcelona (1928-1932).

Francisco Folguera Grassi (en catalán: Francesc Folguera i Grassi, Barcelona, 1891 - ibídem, 1960) fue un arquitecto español. 

## Biografía
Titulado en 1917, fue uno de los principales representantes de la arquitectura novecentista catalana. Ayudante de Gaudí en las obras de la Sagrada Familia, sus primeras realizaciones fueron el Circo Olimpia de Barcelona (1919-1923, hoy desaparecido) y la fachada de la iglesia parroquial de San Sadurní de Noya.
Fue autor del Hotel Ritz en Barcelona (1917-1919), en colaboración con Eduard Ferrés i Puig. Otra de sus obras en la ciudad condal fue el Casal de Sant Jordi en la calle Caspe (1928-1932), que combinaba el novecentismo con el art déco, en cuya fachada se ubicó una escultura de San Jorge de Joan Rebull. Fue autor también de la Casa Llorà en Collsacabra (1935), así como la urbanización de S'Agaró (1935). 
Con Ramon Reventós construyó el Pueblo Español para la Exposición Universal de Barcelona de 1929, con el asesoramiento artístico de Xavier Nogués y Miquel Utrillo.
En la posguerra, restauró varias iglesias y construyó la nueva fachada del Monasterio de Montserrat (1947). En 1941 reconstruyó la iglesia parroquial gótica de San Vicente de Mollet del Vallès, entre 1941 y 1944 la de Santa María de Martorell, y entre 1940 y 1947 la de San Esteban de Parets del Vallès. También se encargó de la reconstrucción del santuario de Nuestra Señora de la Salud en Sabadell, y finalizó las obras de la iglesia arciprestal de San Félix de Sabadell (1942), iniciadas en 1911 con un proyecto de Enric Sagnier. En la misma ciudad construyó de nueva planta la iglesia de San Salvador (iniciada en 1955 e inacabada), de estilo neorrománico.
Autor de Urbanismo para todos (1959).